# Guirgaixites
Els guirgaixites (hebreu: גִּרְגָּשִׁי) van ser una de les set nacions idòlatres de Canaan, que els jueus van desposseir dels seus territoris quan van entrar al país.
| «                  | Quan el Senyor, el teu Déu, et faci entrar al país on ara arribes per prendre'n possessió, expulsarà de davant teu set nacions més nombroses i més fortes que tu: els hitites, els guirgaixites, els amorreus, els cananeus, els perizites, els hivites i els jebuseus. | » |
| — Deuteronomi. 7:1 | |   |

Alguns erudits suposen que pertanyien al grup dels hivites.